# Георгій III (цар Імереті)
Георгій III (груз. გიორგი III; ? — 1639) — цар Імеретії (1605-1639), молодший син царевича Костянтина (пом. 1587) і брат царя Ростома.

## Життєпис
У 1605 після смерті свого зведеного брата, Ростома, який не залишив по собі потомства, Георгій зайняв царський престол. 1615 надав притулок кахетинському та картлійському царям, яких було вигнано з їхніх володінь перським шахом Аббасом Великим.
У 1618 одружив свого старшого сина Олександра з дочкою князя Мамії Гурієлі. Проте за два роки царевич звинуватив свою дружину у зраді та відправив її до батька. 1621 року князі Мамія Гурієлі та Леван Дадіані уклали союзну угоду, спрямовану проти Імеретії.
У 1623 зібрав військо та виступив у похід проти мегрельського князя Левана Дадіані. У битві під Гочораїрі Георгій зазнав поразки. Мегрельський князь узяв у полон багатьох вельмож і значну здобич.
У 1629 одружив Олександра з Дареджан, дочкою царя Кахетії Теймураза I. Потім під час війни з князем Дадіані Георгій III був узятий в полон. За значні кошти Олександр викупив з полону свого батька.